# Aerothyris macquariensis
Aerothyris macquariensis är en armfotingsart som först beskrevs av Thomson 1918.  Aerothyris macquariensis ingår i släktet Aerothyris och familjen Terebratellidae. Inga underarter finns listade i Catalogue of Life.